# Henning Helbrandt
Henning Helbrandt, né le 30 mai 1935 à Copenhague et mort le 18 septembre 2010, est un footballeur international danois. Il évoluait au poste de milieu de terrain.

## Biographie

### En club
Henning Helbrandt est joueur du Kjøbenhavns Boldklub de 1953 à 1969. Il joue en 1961 avec le Stævnet København qui rassemble les meilleurs joueurs de Copenhague en Coupe des villes de foire,.
En compétitions européennes, il joue 3 rencontres pour un but marqué en Coupe des clubs champions et 7 matchs pour aucun but marqué en Coupe des villes de foire.

### En équipe nationale
International danois, il reçoit trois sélections pour aucun but marqué en équipe du Danemark en 1961,.
Son premier match a lieu le 18 juin contre la Suède (défaite 1-2 à Copenhague) dans le cadre du Championnat nordique.
Le 17 septembre, il joue contre la Norvège toujours en championnat nordique (victoire 4-0 à Oslo).
Son dernier match en sélection a lieu le 20 septembre en amical contre l'Allemagne de l'Ouest (défaite 1-5 à Dusseldorf).

## Palmarès
Danemark
- Jeux olympiques :
  -  Argent : 1960.